# رونالد زوبار
رونالد زوبار (انگلیسی: Ronald Zubar؛ زادهٔ ۲۰ سپتامبر ۱۹۸۵) بازیکن فوتبال اهل فرانسه است.

## باشگاهی
از باشگاه‌هایی که در آن بازی کرده‌است می‌توان به باشگاه فوتبال المپیک مارسی، باشگاه فوتبال نیویورک رد بولز، باشگاه فوتبال کان، باشگاه فوتبال ولورهمپتون واندررز، و باشگاه فوتبال آژاکسیو اشاره کرد.

## تیم ملی
وی همچنین در تیم‌های ملی فوتبال France national under-16 football team، زیر ۱۷ سال فرانسه، زیر ۲۱ سال فرانسه، و تیم ملی فوتبال گوادلوپ بازی کرده‌است.